# Rosch Chodesch
Rosch Chodesch (hebräisch רֹֹאשׁ חֹדֶשׁ rōʾš ḥōdæš) ist die Bezeichnung für den ersten Tag eines jeden Monats im jüdischen Kalender, der in diesem Mondkalender immer ungefähr mit der ersten Sichtbarkeit der Mondsichel nach dem Neumond zusammenfällt. Dabei verweist der Begriff  „Chodesch“  חֹדֶשׁ ‚der Monat‘ nicht wie im Deutschen auf die Vorstellung des „Mondes“, vielmehr steht das hebräische Wort für die Erneuerung des Mondes am Tag des Neumondes;  „Chodesch“  חֹדֶשׁ kommt von לְחַדֵשׁ lechadesch was erneuern bzw. חָדָשׁ chadasch eben neu bedeutet.

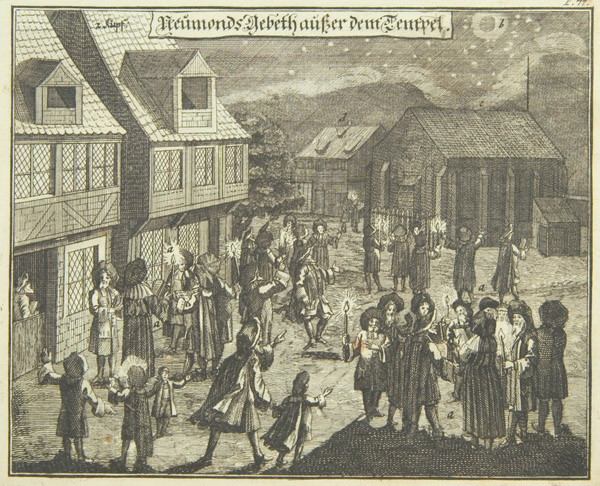
Rosch Chodesch, Kupferstich von Johann Georg Puschner aus dem Werk Juedisches Ceremoniel von 1724

## Hintergründe
Die Sitte und das Ritual, den neu aufsteigenden Mond zu begrüßen und festlich zu feiern, stammt aus der Nomadenzeit des jüdischen Volkes. Sie erhielt sich auch im Zusammenhang damit, dass der Mond als Zeitmesser (Lunation) diente.

Da ein lunarer Monat durchschnittlich 29½ Tage hat, kann Rosch Chodesch entweder ein oder zwei Tage lang dauern. In der spätnachexilischen Zeit (nachexilische Zeit) versammelte sich der Hohe Rat an jedem 30. Tag eines Monats. Wurde durch Zeugenaussagen festgestellt, dass schon an diesem Tag die Mondsichel erschien, wurde dies geheiligt über diesen Tag ausgesprochen, sodass der abgelaufene Monat zu einem Monat mit 29 Tagen wurde. Da der dreißigste Tag des Monats somit immer ein potentieller Rosch Chodesch war, wird dieser neben dem ersten Tag eines Monats auch als Rosch Chodesch begangen.

## Rosch Chodesch als Festtag

### Tempelkult
Nachdem der Rosch Chodesch, durch den Sanhedrin, den Hohen Rat, der obersten religiösen Instanz, festgelegt worden war – zur Erklärung des Monatsanfangs benötigte das Sanhedrin Aussagen von zwei Zeugen, die unabhängig voneinander den neuen Mond gesehen hatten – legten die Kohanim (Hohepriester), die für den Rosch Chodesch vorgeschriebenen Opfer fest, die durch sie dargebracht wurden. Sie leiteten die Gesänge, Gebete und Segenssprüche. Außerdem sorgten sie für die Einhaltung der rituellen Vorschriften, die im jüdischen Gesetz festgelegt waren. An Rosch Chodesch wurden also im Jerusalemer Tempel spezielle Opfergaben dargebracht, darunter zusätzliche Brandopfer. Diese Opfer waren Teil des Kultus im Tempel und wurden zur Ehre Gottes dargebracht. Die Bestimmung des „Kopf des Monats“ war eine wichtige Aufgabe des Ältestenrats, des Sanhedrin (Synhedrion).
Später, nachdem im Jahr 70 der Jerusalemer Tempel von den Römern im Jüdischen Krieg zerstört worden war, erhielt Rabbi Jochanan ben Sakkai von der römischen Besatzungsherrschaft die Erlaubnis, den Sitz des Hohen Rats nach Jawne zu verlegen. Dort errichtete er ein Beth Din, welches ebenfalls noch Sanhedrin genannt wurde. Spezielle Semicha am Beth Din (Gerichtshof) setzten den Rosch Chodesch fest.

### Rabbinisches Judentum, synagogale Feierlichkeit
Rosch Chodesch, was „Kopf des Monats“ bedeutet wurde mit seinen Feierlichkeiten vor allem im rabbinischen Judentum weiterentwickelt und verankert.
Im synagogalen, rabbinischen Umfeld kommt es auch im Rosch Chodesch zu besonderen Einbettungen bestimmter Gebetstypen, die den Kontrast zwischen Werktag und Festtag erlebbar machen. So wird im Morgengottesdienst des Schabbat vor dem jeweiligen Monatsbeginn der Rosch Chodesch angekündigt.
Im Gottesdienst wird das „Jaale wejawo“  und das „Mussaf“ Gebet anstelle des frühen Opfers hinzugefügt. Genauer wird am Tag von Rosch Chodesch in das Achtzehngebet sowie beim Tischgebet das „Jaale wejawo“ eingeschaltet. Weil Rosch Chodesch ein Festtag ist, wird im Morgengottesdienst nach dem Achtzehngebet das Hallel verkürzt gesprochen. Es folgt die für Rosch Chodesch vorgesehene Haftara. Am Rosch Chodesch wird das Kleine Hallel, bestehend aus den Psalmen 146 bis 150 rezitiert, es dient dazu, den Neumond zu feiern und Gott für seine Schöpfung und seine Güte zu danken.

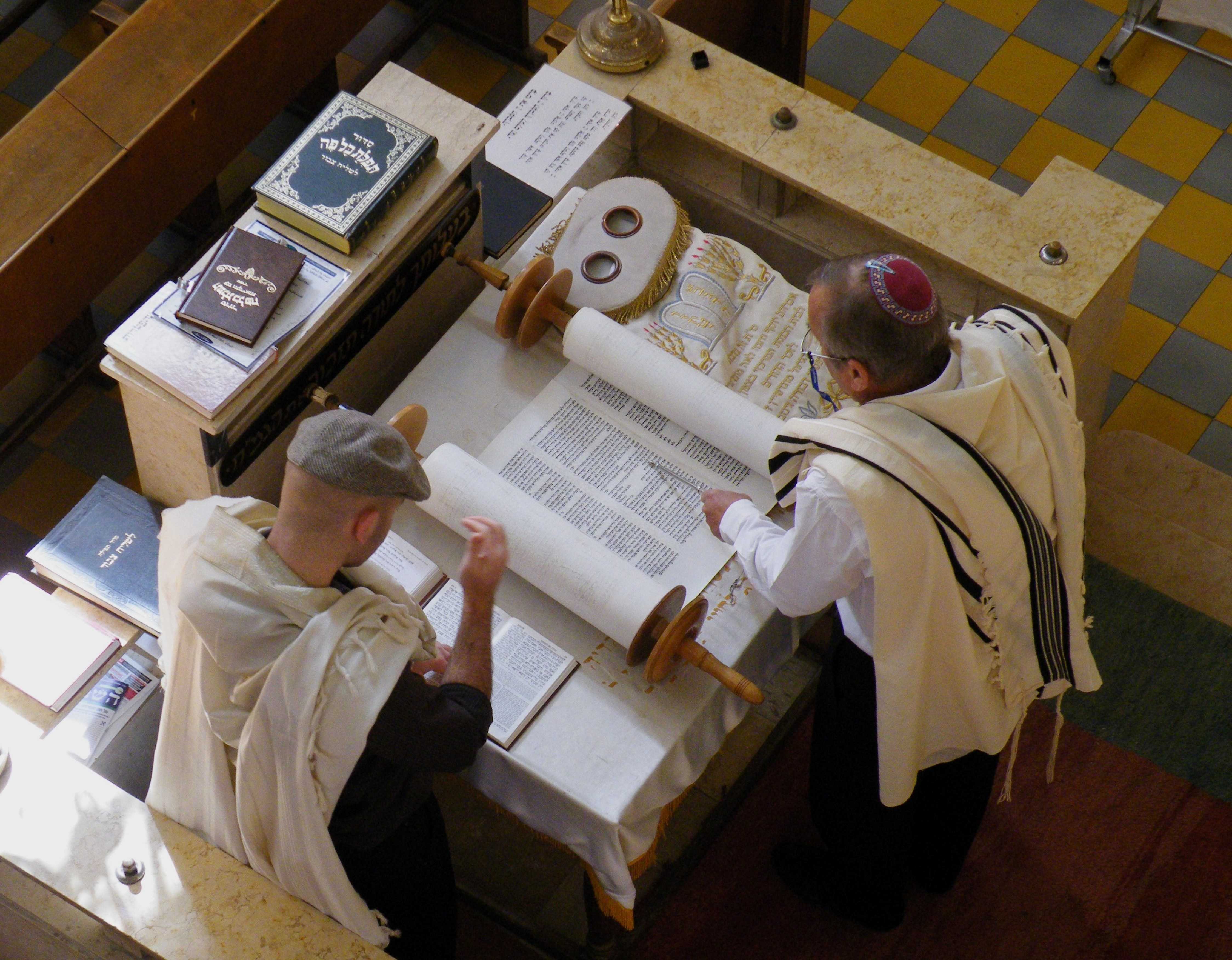
Rezitieren aus der Torarolle, die auf einer Bima liegt, Aish Synagogue, Tel Aviv Israel.

Fällt aber Rosch Chodesch auf den Schabbat, werden zwei Torarollen ausgehoben, aus der einen wird der geläufige Wochenabschnitt (Parascha) verlesen, aus der zweiten Rolle der Maftir aus Paraschat Pinchas. Es wird die Torarolle ausgehoben und aus dem Paraschat Pinchas vom täglichen Opfer gelesen. Hierzu werden vier Personen zur Tora aufgerufen. Aber es wird keine Haftara gelesen.
Alle Vorschriften und Gebräuche, die den Rosch Chodesch mehr als die gewöhnlichen Tage heiligen werden eingehalten.

## Jüdisches Jahr, Kalender

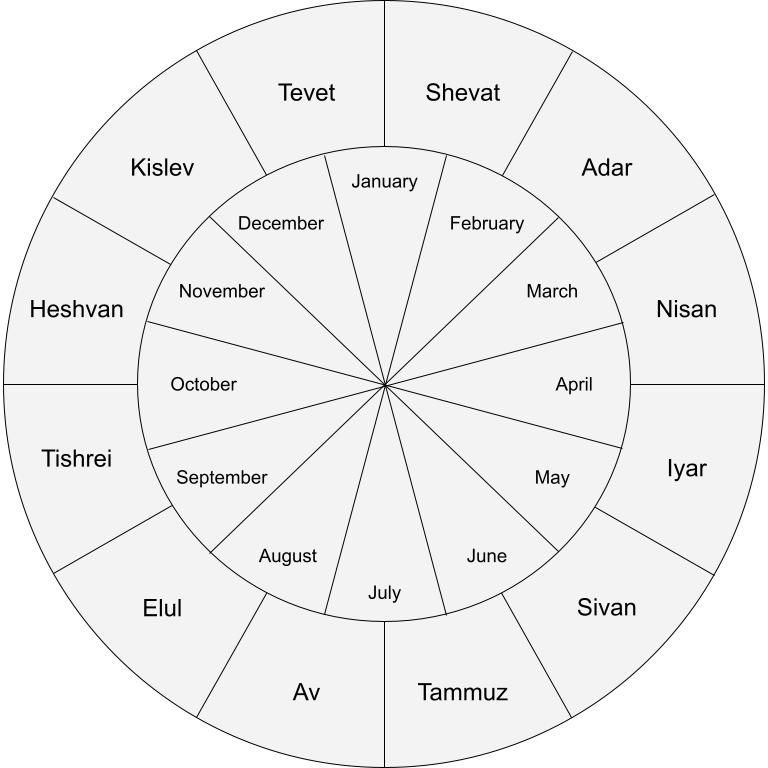
Der Zyklus des jüdischen Jahres mit den Monaten im Vergleich und Korrespondenz zum Gregorianischen Kalender.

Heute haben die folgenden Monate einen zweitägigen Rosch Chodesch: Cheschwan, Adar (und Adar II), Ijar, Tammus, und Elul.
In den folgenden Monaten wird nur ein Tag Rosch Chodesch begangen: Tischri, Schwat, Nisan, Siwan und Aw.
Die Monate Kislew und Tewet fluktuieren: In manchen Jahren haben beide nur einen Tag, in manchen Jahren beide zwei Tage Rosch Chodesch, und in manchen Jahren hat der Kislew einen und der Tewet zwei Tage Rosch Chodesch.

## Rosch Chodesch und die Tora
Das priesterliche Gesetz erkennt den Neumondtag zwar an und bestimmt die besonderen Opfer dafür (Num 28,11 ), verlangt aber keine allgemeine Arbeitseinstellung wie am wöchentlichen Feiertag, dem Schabbat. Im traditionellen Judentum sind aber die Frauen an diesem Tag von allen einen Aufschub duldenden typischen Frauenarbeiten (wie Spinnen und Weben) befreit. Wie am Schabbat fand auch am Neumondtag eine Festversammlung am Heiligtum statt (Jes 1,13 , Hos 2,13 , Ez 46,1 ) und da der Priester an solch heiligem Tag in weihevoller Stimmung war, kam es vor, dass er gerade an diesem Tag vom göttlichen Wort ergriffen wurde (Ez 26,1 , Hag 1,1 ). In 1 Sam 20,6  wird der Brauch beschrieben, das Jahresopfer der Familiengruppen am Neumond darzubringen, ein Zeichen dafür, wie der Neumondtag aus alter Zeit her als Feiertag beliebt war.

## Frühes Christentum
Auch im überwiegend jüdischen Urchristentum gab es Kreise, die die Neumonde und Schabbate feierten (Kol 2,16 , Gal 4,10 ).